# دیوداس (فیلم ۲۰۱۸)
دیوداس (انگلیسی: Devadas) یک فیلم در ژانر اکشن-کمدی محصول سال ۲۰۱۸ کشور هند است. از بازیگران این فیلم می‌توان به آکینی ناگرجونا، نانی و راشمیکا ماندانا اشاره کرد.